# Expedición Ballenera Dundee

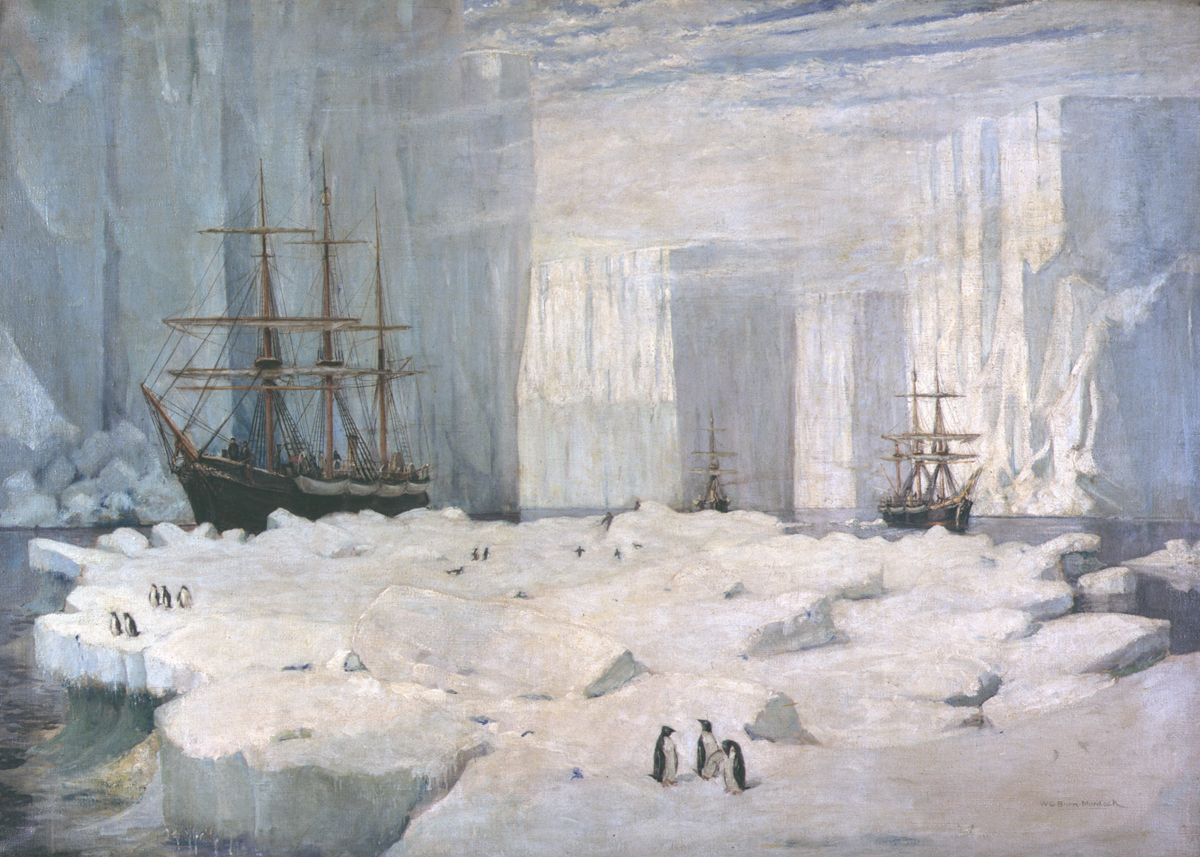
La Expedición Ballenera Antártica Dundee por William Gordon Burn Murdoch.

La Expedición Ballenera Dundee (1892–1893) comenzó el 6 de septiembre de 1892, cuando una compañía ballenera de Dundee, Escocia (a causa de escasez de ballenas en el ártico) decidió enviar cuatro barcos propulsados a vapor, el Balaena, el Active, el Diana y el Polar Star, al mar de Weddell en búsqueda de ballenas francas.
No encontraron ballenas que pudieran capturar ya que la ballena azul de la Antártida era demasiado poderosa para ser capturada con los medios que disponían.Sin embargo la expedición consiguió realizar ganancias gracias a la gran cantidad de pieles de foca que recolectaron. Entre los miembros de la expedición se destacan el científico polar William Speirs Bruce y William Gordon Burn Murdoch quienes eran el cirujano y asistente en el Balaena comandado por Capitán Alexander Fairweather. El 8 de enero de 1893, el capitán Thomas Robertson del Active descubrió la isla Dundee (63°30′S 055°55′O / -63.500, -55.917).